# Pallacanestro Olimpia Milano 1958-1959
Questa voce raccoglie le informazioni riguardanti la Pallacanestro Olimpia Milano, sponsorizzata Simmenthal, nelle competizioni ufficiali della stagione 1958-1959.

## Verdetti stagionali
- Elette FIP 1958-1959: 1ª classificata su 12 squadre (19 partite vinte su 22)[1] Campione d'Italia (12º titolo)
- Coppa dei Campioni: Ritirata

## Stagione
L'Olimpia partecipa alla seconda edizione della Coppa dei Campioni ma agli ottavi si ritira per non affrontare la trasferta in Egitto dove avrebbe dovuto incontrare il "Gezira Sporting Club".

## Area tecnica
- Allenatore:  Cesare Rubini

## Roster
- Gianfranco Pieri
- Sandro Riminucci
- Sandro Gamba
- Gianfranco Sardagna
- Peter Tilloston
- Giambattista Cescutti
- Enrico Pagani [2]
- Cesare Volpato
- Bertini
- Galletti